# Idaea castelli
Idaea castelli là một loài bướm đêm trong họ Geometridae.